# Romescamps
Romescamps település Franciaországban, Oise megyében. Lakosainak száma 542 fő (2022. január 1.). Romescamps Escles-Saint-Pierre, Abancourt, Fouilloy, Gourchelles, Lannoy-Cuillère, Quincampoix-Fleuzy, Saint-Thibault, Hescamps, Moliens, Broquiers és Monceaux-l’Abbaye községekkel határos.

## Népesség
A település népessége az elmúlt években az alábbi módon változott:
| Lakosok száma | 575  | 577  | 569  | 547  | 534  | 531  | 529  | 526  | 542  |
|               | 2013 | 2015 | 2016 | 2017 | 2018 | 2019 | 2020 | 2021 | 2022 |